# 马利舍沃市镇
马利舍沃市镇（羅馬化：Opština Mališevo），是科索沃普里茲倫區的一个市镇，行政中心为馬利舍沃。市镇总面积为361平方公里，人口数量为54,613人（2011年）。